# Biblioteca Universitaria Alejandrina
La Biblioteca Universitaria Alejandrina (en italiano Biblioteca Universitaria Alessandrina) es una biblioteca histórica romana que fue fundada en 1667 por el papa Alejandro VII como biblioteca del Studium Urbis, la Universidad de Roma.

## Historia
La sede original de esta entidad se encontraba en el Palazzo della Sapienza de Corso del Rinascimento. Los fondos históricos de la biblioteca se articulan en torno a los duplicados de la Biblioteca Chigiana y de 423 duplicados de la Biblioteca Apostólica Vaticana.
A partir de 1815 la biblioteca fue destinada a ser el centro donde se debían conservar todas las obras impresas en el Estado Pontificio, pero en 1870, a raíz de la toma de Roma, acogió las obras publicadas en la provincia.
Uno de sus directores más famosos fue el bibliotecario y erudito Enrico Narducci.
En 1935, tras la apertura de la nueva ciudad universitaria, la biblioteca fue transferida a su sede actual, tras el Rectorado, y adquirió las bibliotecas de las facultades de Letras, Jurisprudencia y Ciencias Políticas.
Desde el 1975, la biblioteca depende del Ministerio para los Bienes y las Actividades Culturales, siendo por lo tanto, pública.
En la actualidad, sus fondos están compuestos por miles de publicaciones periódicas, revistas, dibujos, grabados, periódicos digitalizados, fotografías, carteles, folletos, tarjetas geográficas y una colección de antiguas revistas de moda.